# Söréd
Söréd es un pueblo húngaro perteneciente al distrito de Mór, condado de Fejér.

## Superficie
Cuenta con una superficie de 6,25 km².

## Demografía
Hasta 2024 la población era de 551 habitantes, con una densidad de población de 88,16 hab/km².
| Gráfica de evolución demográfica de Söréd entre 2020 y 2024 |
|                                                             |
| Datos según la Oficina Central de Estadística de Hungría.   |